# Au-delà de Gibraltar
 (avril 2013).
Au-delà de Gibraltar est un long-métrage belge réalisé par Taylan Barman et Mourad Boucif. Le film est en salles sorti en 2001.
Les deux réalisateurs sont également scénaristes du film avec l'auteur Gérard Preszow.

## Synopsis
Karim est un jeune maroxellois ayant fait de grandes études et possédant de nombreux diplômes dont celui d'expert comptable. 
Ce dernier peine à trouver un travail à la hauteur de ses qualifications et ses expériences. Un jour il rencontre une jeune fille dans un agence de voyages.
Sophie est gérante de l'agence.
Tous les deux tombent très vite amoureux. Ensemble et face à un contexte hostile, ils comprendront très vite que traditions et modernité sont inséparables...

## Fiche technique
- Réalisation : Taylan Barman et Mourad Boucif
- Montage : Denise Vindevogel
- Musique : Abdelli & Thierry Van Roy
- B.O street : FRJ & Beat2Fu, Compositeur/Producteur/Rappeur : Amenophis
- Société de production : Saga Film
- Pays :  Belgique
- Langue : français
- Genre : Drame
- Durée : 105 min.

## Distribution
- Fouad Ahidar
- Mourad Maimuni
- Bach-Lan Lee Ba Ti
- Abdeslam Arbaoui
- Samia Akarriou
- Nabil Ben Yadir
- Rachida Chbani
- Audrey Fraeys
- Yahya Assia
- Hassan Ben Mohamed
- Francine Harts
- Bilal Boucif
- Tayfur Barman
- Oumaima Chbani
- Jérémie Duval
- Radovan Essadiki
- Audrey Fraeys
- Elias Preszow
- Hinde Kaddouridans
- Abdelmalek Kadi
- Robert Koto
- Ayhan Vatandas
- Samir Rian
- Asmaa Cheikh
- Willy Thomas
- Mirka Verdini
- Henri Wajnblum
- Mohamed Zahir
- Noureddine Zerrad

## Autour du film
Le film traverse l'histoire de l'immigration en Europe sous le prisme d'un jeune issu de la deuxième génération.
La réflexion assez pertinente traverse les thématiques de la rencontre, de l'apport "de l'Autre", du racisme, de l'exclusion sociale...  
Le film a été récompensé par le prix du public au Festival de Mons en 2002.